# Bas-fonds (film)
Pour les articles homonymes, voir Bas-fonds.
Pour plus de détails, voir Fiche technique et Distribution.
Bas-fonds est un film français réalisé par Isild Le Besco, sorti en 2010. Le film s'inspire d'un drame réel survenu en 2002 dans la Loire où trois jeunes femmes sont arrêtées pour le meurtre d'un boulanger, tué d'une décharge de chevrotine.

## Synopsis
Trois jeunes filles partagent un appartement insalubre : Magalie la cheffe de meute, Marie-Stéphane sa sœur et Barbara qui est amoureuse de Magalie. Les rapports entre ces jeunes femmes sont tendus, à l'image de la violence qu'elles ont enduré avant de former ce groupe. Elles vivent chichement du travail de Barbara et de larcins.
Un jour, le braquage d'un commerce tourne au drame quand Magalie abat le boulanger. Dès lors la violence ne fait qu'augmenter au sein du groupe, et l'emprise de Magalie sur ses comparses est de plus en plus brutale.

## Fiche technique
- Titre français : Bas-fonds
- Réalisation : Isild Le Besco
- Scénario : Isild Le Besco
- Musique : Alain Chamfort, Léonor Graser et Nils Hiron
- Photographie : Thomas Bataille
- Montage : Sylvie Lager
- Costumes : Florence Sadaune
- Décoration : Laurence Vendroux
- Production : Nicolas Hidiroglou
- Pays d'origine :  France
- Société de production : Sansho, Novel
- Société(s) de distribution : Ciné Classic, France
- Format : couleur - 35 mm - 1,85:1 - Dolby Digital
- Genre : drame
- Date de sortie : France : 29 décembre 2010

## Distribution
- Valérie Nataf : Magalie Pichon
- Ginger Romàn : Barbara Vidal
- Noémie Le Carrer : Marie-Stéphane Pichon
- Gustave de Kervern : l'amant
- Ingrid Leduc : la boulangère
- Benjamin Le Souef : le boulanger
- Benjamin Belkhodja : le petit ami de Barbara
- Alain Ollivier : le président du tribunal
- François Toumarkine : le père de Magalie et de Marie-Steph
- Christine Pignet : la mère de Magalie et Marie-Steph
- Jean-Paul Bonnaire : le père de Barbara
- Catherine Belkhodja : un témoin
- Isild Le Besco : la narratrice (non créditée)